# Band der Löcher

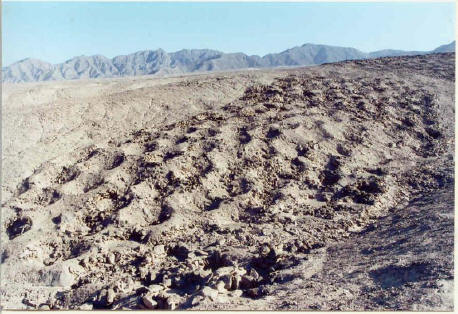
Band der Löcher

Das Band der Löcher, oder auch Lochstreifenband von Pisco (im Spanischen auch als Monte Sierpe (Schlangenberg) oder Cerro Viruela (Pockenhügel) bekannt), ist eine Serie von etwa 5000–6000 Löchern, die im Pisco-Tal in den Wüstenboden gescharrt wurden. Es ist unbekannt, wer sie hergestellt hat oder wozu sie dienten. Der Fundort liegt auf der Hochebene von Nasca in Peru. Im Laufe der Jahre wurde spekuliert, dass es sich um Gräber, Verteidigungspositionen oder Lagerplätze handelte. Nach neueren Vermutungen handelt es sich um Lagergruben, die während der Zeit des Inkareichs (1438–1533) gebaut wurden. Andere Wissenschaftler ordnen sie der Paracas- oder Nazca-Kultur zu. Ähnlich wie die Nazca-Linien ist die vollständige Struktur nur aus der Luft zu erkennen.
Der archäologische Fundplatz wurde in der archäologischen Literatur erstmals 1931 vom Luftbildfotografen und Geographen Robert Shippee dokumentiert.